# Amalur
|  | Aquest article tracta sobre deessa basca. Si cerqueu la coalició política, vegeu «Amalur (coalició)». |

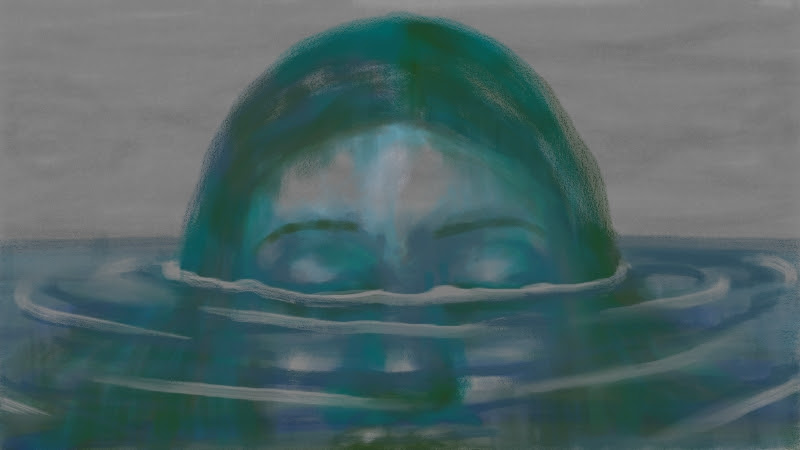
Amalur

Amalur (a vegades Ama Lur o Ama Lurra, en basc, 'Mare Terra' o 'Terra Mare') és el "receptacle" de tot el que existeix, de tots els éssers vius i, en conseqüència, la que possibilita l'existència de el propi ésser humà. És una dea de la mitologia basca (relacionada i de vegades confosa amb Mari), creadora de la germana lluna (Ilazki, Ilargi), el germà sol (Ekhi, Eguzki) i l'Eguzkilore ('flor sol', carlina acaulis), flor semblant al card molt abundant al País Basc i que es col·loca a les portes de les cases per espantar els genis, les bruixotes (sorginak), les lamies i els esperits malignes, ja que es creia que si algun pretenia entrar a la casa i trobava una Eguzkilore, havia de parar-se per comptar els nombrosíssims pèls o bràctees de la inflorescència i el dia el sorprenia sense haver acabat la seva tasca.